# São Miguel do Guamá (ort)
São Miguel do Guamá är en ort i Brasilien.   Den ligger i kommunen São Miguel do Guamá och delstaten Pará, i den nordöstra delen av landet, 1 600 km norr om huvudstaden Brasília. São Miguel do Guamá ligger 9 meter över havet och antalet invånare är 28 265.
Terrängen runt São Miguel do Guamá är platt. São Miguel do Guamá är det största samhället i trakten.
Omgivningarna runt São Miguel do Guamá är huvudsakligen savann. Runt São Miguel do Guamá är det ganska glesbefolkat, med 27 invånare per kvadratkilometer.